# Olgoï-Khorkhoï
 (avril 2011).

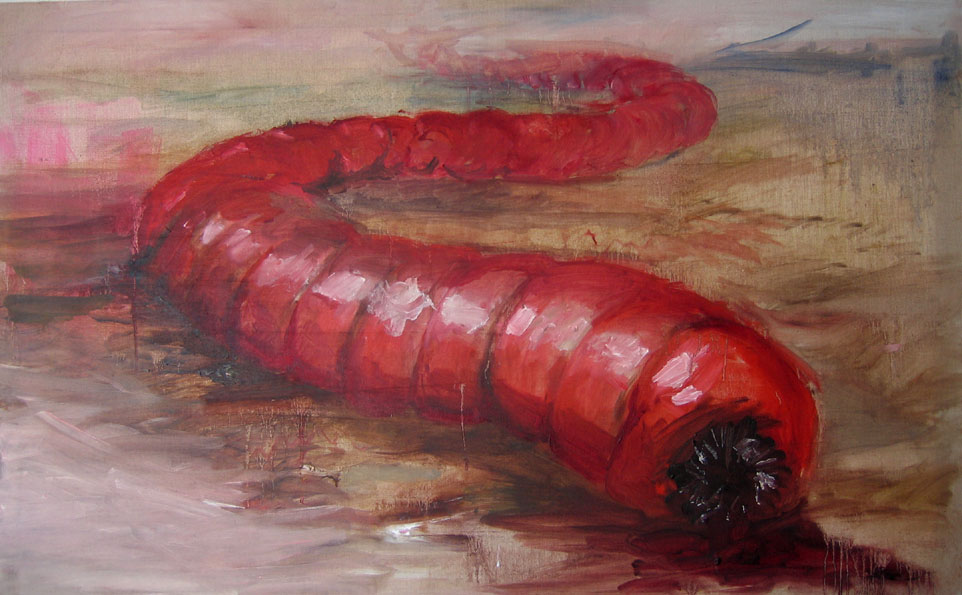
Le ver-intestin mongol (Olgoï-Khorkhoï) vu par le peintre Belge Pieter Dirkx

L’Olgoï-Khorkhoï (cyrillique mongol : Олгой хорхой) ou ver-intestin est un cryptide (un animal dont l'existence n'est étayée par aucune preuve matérielle), censé vivre dans le désert de Gobi en Mongolie. Il est étudié par la cryptozoologie mais il n'existe aucune preuve matérielle indiscutée de son existence réelle. Les Mongols prêtent à cet animal la capacité de tuer des animaux et des hommes.

## Description
L’Olgoï-Khorkhoï mesurerait entre 60 cm et 90 cm de long pour un diamètre d'environ 20 cm. Sa tête et sa queue seraient indistinctes : on ne pourrait lui voir ni yeux, ni bouche, ni narines. Il serait de couleur rouge sang. Il doit son nom à sa ressemblance avec un intestin de vache.
D’après les témoignages, l’animal serait attiré par la couleur jaune et ne sortirait qu’au début de l'été.
L’animal se déplacerait en glissant tel un serpent ou en s’enroulant sur lui-même.

## Dangerosité
Certains affirment que l'animal peut tuer en projetant un poison, d’autres disent qu’il tue par décharge électrique. Selon l'herpétologue belge Olivier Pauwells, Olgoï-Khorkhoï serait un serpent du genre Eryx. Les cryptozoologues imaginent que l’animal peut produire lui-même son poison ou l’obtenir par ingestion d’une plante. Il est beaucoup plus probable que l'animal (s'il existe) soit inoffensif, mais le frottement avec le sol sec du désert pourrait leur conférer une charge électrique de plusieurs centaines de volts, capable de tuer quelqu'un.